# Загафуранов, Файзрахман Загафуранович
Файзрахман Загафуранович Загафуранов (10 октября 1913, д. Сулейманово Златоустовского уезда Уфимской губернии — 5 сентября 1975) — советский партийный государственный деятель. Председатель Президиума Верховного Совета БАССР (1950—1967). Избирался депутатом Верховного Совета СССР (1950—1966), Верховного Совета РСФСР (1955—1959, 1963—1967), депутатом Верховного Совета БАССР 3 — 7 созывов.
Участник советско-финской и Великой Отечественной войн. Член ВКП(б) с 1939 г.

## Биография
Файзрахман Загафуранович Загафуранов родился 10 октября 1913 г. в деревне Сулейманово Златоустовского уезда Уфимской губернии, ныне Мечетлинского района Республики Башкортостан.
Окончил Башкирскую высшую коммунистическую сельскохозяйственную школу.
Место работы: c 1935 по 1937 годы — преподаватель Башкомвуза, директор областной политпросветшколы (1939), директор Темясовского башкирского педагогического училища (1943—1945).
С 1950 по 1967 год — Председатель Президиума Верховного Совета БАССР, а с 1961 по 1966 годы — член Центральной Ревизионной Комиссии КПСС.
В 1969—1971 годах Файзрахман Загафуранович — главный государственный арбитр Государственного арбитража при СМ Башкирской АССР
Похоронен в Уфе на Мусульманском кладбище.

## Награды и звания
Награждён орденами Трудового Красного Знамени (1957, 1963), «Знак Почета» (1949), Красной Звезды (1940).